# Daïra de Sidi Maarouf
Pour les articles homonymes, voir Maarouf.
La daïra de Sidi Maarouf est une daïra d'Algérie située dans la wilaya de Jijel et dont le chef-lieu est la ville éponyme de Sidi Maarouf.

## Localisation
La daïra est située au nord de la wilaya de Jijel.

## Communes de la daïra
La daïra est composée de deux communes : Ouled Rabah et Sidi Maarouf.